# Mount Paget
Mount Paget – szczyt w pasmie Allardyce na wyspie Georgia Południowa. Jest to najwyższy szczyt tej wyspy oraz Georgii Południowej i Sandwich Południowego – terytorium zamorskiego Wielkiej Brytanii.
Pierwszego wejścia na szczyt dokonał Malcolm Burley 30 grudnia 1964 r.